# توماس مونتجومري بيل
توماس مونتجومري بيل (بالإنجليزية: Thomas Montgomery Bell)‏ هو سياسي أمريكي، ولد في 17 مارس 1861، وتوفي في 18 مارس 1941 في غينسفيل في الولايات المتحدة. حزبياً، نشط في الحزب الديمقراطي. وقد انتخب عضو مجلس النواب الأمريكي.